# If Jesus Was a Rockstar
"If Jesus Was a Rockstar" é uma canção gravada pela cantora e compositora alemã Kim Petras. Composta pela artista com os colaboradores Ilya Salmanzadeh, Savan Kotecha, Max Martin, Omer Fedi e Peter Svensson, foi lançada em 11 de novembro de 2022 através das gravadoras Amigo e Republic. O tema sucede a colaboração bem-sucedida de Petras com Sam Smith, "Unholy".

## Antecedentes e gravação
Petras esperava compor o tema apenas com Savan Kotecha e Ilya, contudo Max Martin estava presente na mesma sessão de composição, ao qual acabou por co-escrever a canção e produzi-la, além de servir como vocalista de apoio. Petras e os três "discutiram sobre a faixa" e depois avaliaram novas ideias.
Descrita como "guiada por uma guitarra" e "um novo começo" pela intérprete, além de ser descrita como "divertida", mas "também liricamente intensa" — da qual foi composta após sua "luta com a espiritualidade durante a pandemia de COVID-19". Petras também expressou querer "mudar as coisas" da "música gay" pela qual tornou-se conhecida e "cantar sobre algo profundamente significativo, é simplesmente honesto". O conceito da obra, segundo Petras, "meio que diz que talvez se a religião fosse mais legal, então [eu] queria fazer parte da mesma".

## Divulgação
Petras divulgou a canção pela primeira vez no TikTok em setembro de 2022, antes de revelar a data de lançamento em suas redes sociais em 1º de novembro.

## Faixas e formatos
Download digital
1. "If Jesus Was A Rockstar" – 2:50

Download digital — Acústica
1. "If Jesus Was A Rockstar" (Acoustic) – 3:11

## Créditos e pessoal
Créditos da música adaptados do Tidal.
- Kim Petras — vocais, compositora, letrista
- Ilya Salmanzadeh — produtor, compositor, letrista, produtor vocal, programação
- Max Martin — produtor, compositor, letrista, vocal de apoio, produtor vocal, programação
- Omer Fedi — produtor, compositor, letrista
- Peter Svensson — compositor, letrista
- Savan Kotecha — compositor, letrista
- Mylo Kotecha — vocal de apoio
- Randy Merrill — engenheiro de masterização
- Serban Ghenea — engenheiro de mixagem
- Bryce Bordone — mixer assistente
- John Hanes — engenheiro de mixagem imersiva
- Jeremy Lertola — engenheiro
- Sam Holland — engenheiro

## Desempenho nas tabelas musicais
| Tabela musical (2022)                | Melhor posição |
| ------------------------------------ | -------------- |
| Japão Hot Overseas (Billboard Japan) | 19             |

## Histórico de lançamento
| Região | Data                   | Formato                    | Versão   | Gravadora      | Ref.         |
| ------ | ---------------------- | -------------------------- | -------- | -------------- | ------------ |
| Várias | 11 de novembro de 2022 | Download digital streaming | Original | Amigo Republic | [ 6 ] [ 10 ] |
| Várias | 13 de dezembro de 2022 | Download digital streaming | Acústica | Amigo Republic | [ 7 ] [ 11 ] |